# Доддс, Эрик
Э́рик Ро́бертсон До́ддс, в публикациях Э. Р. Доддс (англ. Eric Robertson Dodds, E. R. Dodds, 26 июля 1893 года, Банбридж, графство Даун — 8 апреля 1979 года, Олд Марстон, близ Оксфорда) — британский филолог-классик, историк античности и средневековья, издатель и комментатор греческой философии и словесности, издатель трудов Еврипида, Платона, Прокла.
В 1924—1936 годах профессор греческого Бирмингемского университета, в 1936—1960 годах Регина-профессор греческого Оксфордского университета. Член Британской академии (1942).

## Биография
Сын школьных учителей, мать — англо-ирландского происхождения. Отец скончался от алкоголизма, когда Эрику было семь лет. С матерью они переехали в Дублин.
Получил образование в Колледже Св. Андрея (где преподавала его мать) и в Кэмпбелл-колледже в Белфасте, из последнего был изгнан за непослушание. Поступил в Оксфорд (1912), учился у Гилберта Марри, его однокашниками были Олдос Хаксли и Т. С. Элиот. В 1916 году был вынужден покинуть колледж, поскольку публично поддержал Пасхальное восстание, но на следующий год вернулся и окончил курс. По возврате в Дублин сблизился с Дж. У. Расселом (АЕ) и У. Б. Йейтсом.
В 1919—1924 годах преподаватель в университете Рединга, с 1924 года — в Бирмингенмском университете, где подружился с Оденом. (Сменит его в последнем Джордж Томсон.) Содействовал приглашению в университет поэта и драматурга Луиса Мак-Ниса, которого привлек к переводам Эсхила и литературным душеприказчиком которого позднее стал. Вошёл в совет Общества психических исследований (1927) и в 1961—1963 годах его президент. Опубликовал книгу собственных стихотворений (1929).
В 1936 году стал профессором греческого в Оксфордском университете, заступив на место Гилберта Марри по его же рекомендации. (Среди его учеников там будет Мартин Личфилд Уэст.) Как сторонник ирландской независимости и приверженец социалистических идей находился в напряжённых отношениях с оксфордскими преподавателями. В 1949/1950 году приглашённый профессор имени Сейдера в Калифорнийском университете в Беркли.
Научные интересы
Главная тема Доддса — судьба античного рационализма в постклассическую эпоху, рост интереса к астрологии, магии и оккультизму в поздней античности и Средневековье. Британское антиковедение обязано ему возрождением интереса к неоплатонизму. В своих исследованиях, выполненных в русле интеллектуальной истории и далеко выходивших за привычные академические рамки, он использовал элементы фрейдовского и постфрейдистского психоанализа (Э.Фромм), подходы культурной антропологии (Р.Бенедикт).

## Книги
- The Greeks and the Irrational (1951)
- Pagan and Christian in an Age of Anxiety (1965)
- The Ancient Concept of Progress and Other Essays on Greek Literature and Belief (1973)
- Missing Persons: An Autobiography (1977, автобиография)

Издания на русском языке
- Греки и иррациональное / Пер. С. В. Пахомов; послесл. Ф. Х. Кессиди. — СПб.: Алетейя, 2000 (Античная библиотека. Исследования). То же — в другом переводе и издании: Греки и иррациональное/ Пер. и послесл. М. Л. Хорькова. СПб.: Университетская книга, 2000
- Язычник и христианин в смутнoe время: Некоторые аспекты религиозных практик в период от Марка Аврелия до Константина / Пер. с англ. А. Д. Пантелеева и А. В. Петрова. СПб.: ИЦ «Гуманитарная Академия», 2003.